# Jean Devaux
Jean Devaux (Paris, 27 janvier 1649-Paris, 2 mai 1729), est un chirurgien et écrivain français. Il est connu comme auteur d'un ouvrage intitulé Le médecin de soi-même, une thèse philosophique discutée tout au long du XVIIIe siècle.

## Biographie
Il est le fils du chirurgien éponyme Jean Devaux (1610-1695) et, bien qu'ayant montré peu de goût pour l'art de son père dans sa jeunesse, apprend la chirurgie sous Claude David qui en fait l'un des chirurgiens les plus renommés de Paris.
Prévôt de la corporation des chirurgiens à deux reprises, il fut très estimé de ses confrères.

## Œuvres

### Le Médecin de soi-même
Son œuvre la plus originale est un texte littéraire dont le titre complet est Le Médecin de soi-même, ou l'Art de conserver la santé par l'Instinct, Leyde, 1682.
Devaux part de l'idée que la médecine n'est pas plus utile aux hommes qu'aux animaux, car il identifie le corps humain à celui de l'animal. Selon lui, l'Homme possède un instinct, une vertu d'agir qui le maintient en santé et l'avertit des dérèglements possibles, à l'instar de l'animal qui recherche la nourriture qui lui convient.
Pour Devaux, être son propre médecin n'est pas un projet chimérique, mais bien une vérité irréfutable, puisque le premier homme a bien dû se soigner lui-même, ce qui se voit toujours parmi les gens de la campagne. Il existe donc une médecine naturelle instinctive qui exclut toute médecine en tant qu'art (discours raisonné sur une pratique).
En 1686, parait une réponse anonyme (sous le pseudonyme de De la Cour) Régime de santé pour se procurer une longue vie et une vieillesse heureuse, contre un livre intitulé Le médecin de soi-même. Selon l'auteur, il n'est pas possible d'être médecin de soi-même, car un malade en proie à la maladie perd ses facultés de jugements. Pour se conserver en santé, il faudrait vivre à la manière des médecins. Ce faisant, l'auteur défend aussi une idée du médecin de soi-même, mais en refusant la critique de la médecine de Devaux. On se soigne soi-même non pas parce que la médecine est incapable de guérir, mais pour faire l'économie de maladies plus graves, en suivant les avis de la médecine.
En 1701, Leibnitz fait allusion à l'ouvrage de Devaux dans une lettre adressée à A.C. Gackenholtz, montrant ainsi l'intérêt du thème pour le philosophe de l'harmonie préétablie  L'ouvrage de Devaux parait en allemand en 1721.

### Autres
On lui doit de nombreux ouvrages dont :
- L'Art de faire les rapports en chirurgie, Paris, 1703
- Dissertation sur la chirurgie des accouchements, tant sur son origine que sur les progrès qu'elle a faits en France jusqu'à présent, 1727

Il a aussi traduit ou augmenté les œuvres, parmi d'autres, de La Motte, Boerhaave, Jacopo Vercelloni, Pierre Dionis, Carlo Musitano et Barthélémy Saviard.
Ses traductions ont été diversement jugées par ses contemporains dans le cadre de la querelle médecins versus chirurgiens du XVIIIe siècle. Le chirurgien Pierre Sue (1739-1816) les apprécie dans son Éloge historique de Devaux (1772), alors que le médecin Jean Astruc les critique plutôt sévèrement : « de bons ouvrages latins sont devenus de pitoyables traités français », tout en estimant que Devaux avait de l'esprit et des Lettres, mais qu'il n'aurait pas du sortir de son domaine.

## Pour approfondir